# 戸塚誠
戸塚 誠（とつか まこと）は、日本の総務官僚。総務省行政管理局長や、総務省大臣官房長、総務審議官等を経て、総務省行政不服審査会会長代理。

## 人物・経歴
静岡県出身。静岡県立藤枝東高等学校を経て、1977年 東北大学法学部卒業、行政管理庁入庁。2000年8月 総務庁行政管理局情報システム企画課長。2001年1月6日 総務省大臣官房政策評価広報課長。2007年1月 内閣官房内閣審議官（内閣官房副長官補）、（併）行政改革推進本部次長。2008年7月 政策統括官（情報通信担当）、総務省行政管理局長を経て、2013年 総務省大臣官房長。2014年 総務審議官（行政制度担当）。2016年 総務省行政不服審査会第三部会長。2019年 総務省行政不服審査会会長代理。